# 빈 (성씨)
빈(賓)씨는 중국과 한국의 성씨이다.

## 손 빈 賓
빈(賓)씨는 2000년 대한민국 통계청 인구조사에서 3,704명으로 조사되었다.

### 대구(수성)빈씨
대구빈씨(大邱賓氏)의 유래(由来)
賓氏는 중화의 오래된 성씨로 갑골문자(甲骨文字)의 기재에 따르면 상조무정시(商朝武丁時) 기원전 1250년 지금부터 3270년 전 빈씨는 황실(皇室)에서 천문(天門)을 관장하는 중요한 사관(史官)으로 황실의 중요한 한 부분이었다. 유구(悠久)한 역사를 자랑하는 전통이 있는 賓氏 가문이다.
중화 빈씨의 발상지(發祥地)는 현재 중국 산동성 제남시 장청구 마산진 최남 빈곡하 일명 남대사하 빈계천(中國 山東省 濟南市 長淸區 馬山鎭 最南 賓谷河 一名 南大沙河 賓溪川)이라고불렀다.
빈씨 조상은 황제를 보필하였으며, 황실의 중요한 요직에 있었다. 주(周)나라 황실은 賓氏를 皇族賓氏로 하명(下命)하고 빈씨를 귀족가문(貴族家門)으로 봉하였다.
빈씨 역사의 기재에 제일 명인으로는 기원전 723~641년 제(齊)나라 대부 빈수무(賓須無)이다. 『중국 고사에 제왕(齊王) 桓公 때였다고 한다. 오랑캐 영지왕(令支王)과 고죽왕(孤竹王)이 각각 10만 대군을 이끌고 합세하여 제나라를 공격하는 일이 있었다. 빈수무(賓須無)장군과 고계(高溪)대장 관추(管秋)장수가 3만명의 군사가 교묘한 계책으로 오랑캐 20만 대군을 모조리 목을 베어죽이고 賓須無장군은 그야말로 전사상(戰史上) 보기드문 대승리를 거두었다고 전사(戰史)기록에 적고 있다.』 齊國大夫 賓須無는 賓氏姓 始祖 中國 桂林 祠堂 奉安
빈활, 빈기(賓滑, 賓起) 부자는 周나라 경왕(景王)의 중신(重臣) 이었으며 이들은 빈비취(賓卑聚) 빈미인(賓媚人) 빈모가(賓牟賈)등은 모두다 춘추 전국 시기(春秋戰國時期)의 명승이 높은 사람들이었다.
賓牟賈와 孔子는 같은 시대 사람이었으며 孔子(B.C551~B.C479)와는 사제이자 또한 벗이었다고 하며 공자는 빈모가와 음악에 관하여 서로 연구하고 토론한 적이 있었다고 한다.
빈씨는 상주시기 때 국성(國姓 : 성과 본이 임금과 같다)인 대족이었고 전국시기전 많은 재사(才士)가 방출되었었는데 전국시기 후 점차 없어졌다고 한다. 원인은 빈씨가 국성(國姓)이고 또한 왕조(王朝)가 빈번히 교체되는 춘추 전국 시기에 처한 상태라 모두 황실국왕(皇室國王)에 충성하는 賓氏는 멸족(滅族)의 재난을 피할 수 없었다.
춘추 전국 시기(春秋戰國時期) 왕실에 정변(政變)이 빈번하여 연좌죄(緣坐罪) 혹은 멸족은 흔히 있는 일이었다. 賓氏는 이 시기에 참혹한 큰 변화로 걸출(傑出)한 인물은 모두 살해당하여 남은 부녀자와 어린이는 동분서주(東奔西走)하게 되었다. 그 후 宋,元 시기 賓氏 황화유역의 산동하남 (山東河南) 산서에서 차츰 각지로 흩어지게 되었다.
고려 후기 賓氏 빈씨의 유래
元 世祖(쿠빌라이칸) 자신을 찾아온 고려 원종(元宗24)과 동맹(同盟) 관계를 맺고 원종 아들을 부마도위(駙馬都尉)로 삼기위해 世祖 6년 빈은후(賓殷厚)공을 고려나라 사절(使節)로 世祖의 딸 미실공주(迷失公主)를 고려 왕실 태자 심(諶)에 혼례하게 하여 고려와 특수관계를 맺고  그후 고려에 정주(定住)하여 고려의 문화사업을 위한새로운 기원을 열었다. 그의 손자 빈서기(賓瑞奇)는 충렬왕조(忠烈王朝) 상장군(上將軍)으로 합단침입(哈丹侵入)을 격파(擊破)하여 특사(特賜)로 수성군(壽城君)에 봉(封)해졌다.   配 長水郡夫人 黃氏 /  父 均庇 / 子 宇光 宇先 宇奎 宇光公은 수성현(壽城縣)에서 출생하여 문한관(文翰官)에 임명되었다. 정동행성(征東行省) 향시(鄕試)를 거쳐 동료2명과 함께 元에 파견되었고 그곳에서 회시(會試)를 통과 정시(庭試)에 합격 元의 관직(官職)에 나가 한림학사 부제학 대사성 직제학(翰林學士 副提學 大司成 直提學)에 이르렀다. 그러나 벼슬의 뜻을 접고 元(송비각 소장 서적)4000여 책을 보내 가져왔다.(1314年)
이 책이 유교 문화 발전에 크게 공헌한 바 고려 충숙왕(高麗 忠肅王)은 이를 가상(嘉尙)히 여겨 수성군(壽城君)에 봉하고 식읍(食邑)을 내리셨다. 그 후 후손들이 그를 시조(始祖)로 세계(世系)를 이어왔다. 시조 한림공(始祖 翰林公)은 산림에 은거 현실세계에서 이익(利益)과 영달(榮達)을 구하지 않고 산수(山水)에서 스스로 즐기면서 생애(生涯)를 마쳤다. 그의 필법용학체(筆法龍鶴體)는 당대에 이름이 높았다. 配 진성군 부인 진보이씨 판도판서 실(眞城郡夫人 眞寳李氏 版圖判書 李實)의 따님 이시다.
빈우광賓宇光 시조의 자(子) 3남
[1]長 應珪응규 전법정랑典法正郞 ,大邱賓氏 正郞公派 정랑공파;대구지역]
[2]次 應瑞응서 호; 만목당 晩穆堂 門下侍中, 大邱賓氏 侍中公派 시중공파;무주,의령,남해,장수,광주,사천,거제,거창 등 지역]
[3]3남 應璂 생원 大邱賓氏 송산공파(松山公派);대전지역]
자손이 번창(繁昌)해서 저명한 인사(人士)와 효자 효부 항일투사등 높은 벼슬이 보첩에 늘 이어져 왔다. 이것이 모두 그의 음덕(隱德)이며 유훈(遺訓)에서 이루어 진 것이다.
땀샘은 근원(根源)이 있고 신령(神靈)한 지조(志操)는 뿌리가 있다는 것은 이러한 사실을 비유(比喩)한 말일 것이다.
유서깊은 유구한 빈씨 성(由緖깊은 悠久한 賓氏姓) 선계고증(先繼考證)으로 근원(根源)을 확립(確立) 명백한 계통 세세상전(明白한 系統 世世相傳) 종친(宗親)은 자부 충효(慈父 忠孝)와 돈목우애(敦睦友愛)를 도모(圖謀)하여 뢰급만방(賴及萬邦)의 대성(大盛)을 기원(祈願)합니다.
대구빈씨 항일투사 5인 소개
빈씨들도 조국을 지키기 위해 항일투쟁에 가담한 분들이 많은데 빈광국(賓光國)선생은 중국 상해로 건너가 1924년 11월 김상덕. 윤자영. 엄항섭. 현정건. 곽상훈 등과 함께 상해청년동맹회에 가담해 항일투쟁을 전개했다. 상하이 임시정부에서 발간한 독립신문의 주필을 역임하시면서 항일독립운동에 깊게 관여를 하셨다.
빈상철 선생은 국내와 국외에서 항일운동을 전개하다 1942년 서대문 형무소에서 옥고를 치른 분이다.
빈영섭(賓永燮)(1887~1936년)선생은 전북 장수군 4개면에 독립선언서를 붙이는 3.1운동을 전개하고 도주했다가 6개월 만에 자수해 6개월간 옥고를 치른 공적으로 1992년 대통령 표창이 추서된 분이다.
빈영홍(1876~미상) 선생은 경북 예천군 용문면에서 1919년 4월 2일 독립만세 시위에 앞장 서서 투쟁하다 체포되어 태형 90도를 맞고 혼절했다. 2009년 대통령 표창이 추서됐다.
빈태문(賓泰紋)(1906~1973년)선생은 경남 진주 출신으로 빈영호 전 경상대학교 총장의 숙부로 일본에서 대학을 졸업하고 진주청년동맹. 신간회 진주지회 상무간사 등을 역임하고 사회주의 계열에서 항일투쟁을 전개하다 일경에 잡혀 서대문감옥에서 3년간 옥고를 치른 공적이 있어 필자가 협력해 건국훈장 애족장이 추서된 분이다.

### 담양 빈씨
담양 빈씨의 시조는 독일 출신 귀화 한국인 빈도림(賓道林)이다. 그는 1953년 독일 베를린 출생으로 독일 이름은 Dirk Fuendling이었다. 그는 1984년 보훔대학에서 ‘한국어의 의성·의태어에 관한 연구’ 논문으로 한국학 박사학위를 취득했다. 1984년 한국으로 건너와 대구 효성여자대학교에서 독일어과 교수를 역임하고 1992년부터 주한 독일대사관에서 통역관으로 일했다. 대사관 직원 시절 한국인 이씨를 만나 결혼하고, 슬하에 1남 2녀를 두었다. 2000년부터 전라남도 담양군 대덕면 문학리에 정착하였고, 2005년 대한민국에 귀화하였다.

## 빛날 빈 彬
빈씨는 2000년 대한민국 통계청 인구조사에서 1,548명으로 조사되었다. 본관은 대구(달성) 단본이다.

### 대구 빈씨
대구 빈씨(大邱 彬氏)의 시조 빈문(彬文)은 몽골 사람으로 청 덕종(德宗, 1875∼1908) 때 원외랑을 지냈다. 그는 조선 고종 때 조선에 들어와 대구에 정착하면서 대구 빈씨의 시조가 되었다고 한다. 1930년 국세조사 당시 경기도 용인군 수여면 운학리에 살던 빈영선(彬永先)씨에 의하면 빈문(彬文)이 대구에 와서 살았으며 1910년 대에 용인으로 이주해 왔다고 한다. 1930년도 분포상황을 보면 서울과 경기도 이천, 용인, 광주(廣州) 등지에 10여 가구가 살고 있었다.